# فلفل إسباني

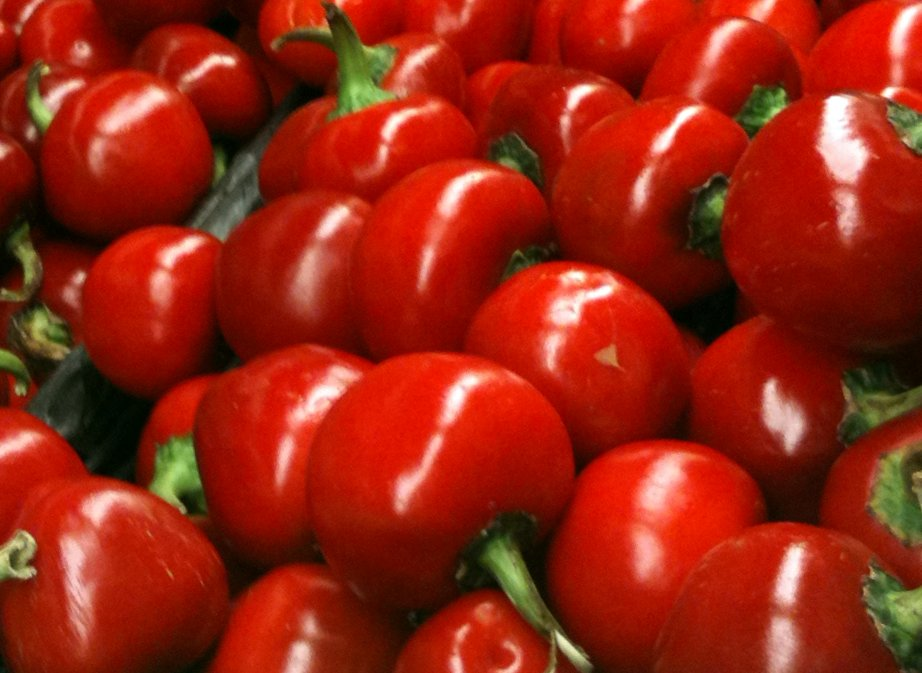
فلفل إسباني

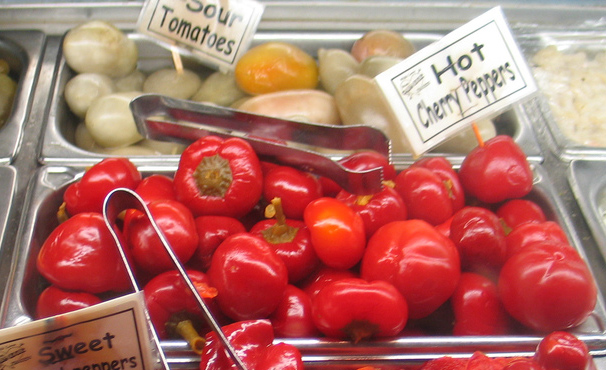
فلفل إسباني

الفلفل الإسباني (Pimento) أو الفلفل الكرزي، هو نوع من فليفلة حولية على شكل قلب تكون كبيرة الحجم وحمراء اللون يتراوح قياسها بين 7-10 سم طولاً و5-7 سم عرضاً
الفلفل الإسباني حلو المذاق وأكثر عطرية من الفلفل الحلو (فليفلة). بعض أنواعه حار، لكنه يحتل مرتبة متدنية على مقياس سكوفيل لتصنيف الفلفل الحار. وتؤكل الثمار طازجة أو مخللة.
اللفظ Pimiento اللغة الإسبانية وقد أضيف إلى الإنجليزية كلفظ دخيل.
يستخدم الفلفل الإسباني لصنع جبنة بيمنتو. كما يستخدم لصنع أرغفة بيمنتو وهو نوع من شطائر اللحم المطبوخ.